# Gerda Müller (Fernsehproduzentin)
Gerda Müller (* 26. März 1966) ist eine deutsche Fernseh- und Filmproduzentin.

## Leben
Gerda Müller studierte Rechtswissenschaften an der Universität zu Köln. Danach wurde sie bei RTL als Redakteurin in der Fiction-Abteilung tätig. Ab 2005 war sie als Producerin bei Network Movie aktiv und ab 2008 als Head of Fiction und Produzentin bei den ITV Studios Germany. Dort betreute sie insgesamt 5 Staffeln der Erfolgsserie für Sat.1 „Der letzte Bulle“. 2014 kam sie zu Bantry Bay Productions und ist dort seit 2018 Geschäftsführerin.
Für die Jugendserie Club der roten Bänder wurde sie 2016 mit dem Grimme-Preis sowie Deutschen Fernsehpreis und dem Bayerischen Fernsehpreis ausgezeichnet. Außerdem gewann sie für „Der letzte Bulle“ den Deutschen Fernsehpreis 2012.

## Filmografie (Auswahl)
- 2007: SOKO Köln (Fernsehserie, 14 Folgen)
- 2010: Der letzte Bulle (Fernsehserie, 13 Folgen)
- 2011–2013: Vorzimmer zur Hölle (Dreiteiler, 2 Folgen)
- 2013: Sekretärinnen – Überleben von 9 bis 5 (Fernsehserie, 8 Folgen)
- 2015: Weinberg (Miniserie, 6 Folgen)
- 2015–2017: Club der roten Bänder (Fernsehserie, 30 Folgen)
- 2019: Club der roten Bänder – Wie alles begann (Kino)
- 2019: Der Bulle und das Biest (Fernsehserie, 10 Folgen)
- 2021: Familie ist ein Fest – Taufalarm
- 2021: Wenn das fünfte Lichtlein brennt
- 2022: Soko Potsdam (Staffel 1–7)